# 點條方頭魨
點條方頭魨又名南美大娃娃，為輻鰭魚綱魨形目四齒魨亞目四齒魨科的其中一種，分布大西洋西部的沿岸、南美洲帕里亞灣至亞馬遜河河口以及亞馬遜河流域，屬於廣鹽性魚類能來回穿梭在淡水和海水之間，身體除了吻，胸鰭基底與尾柄覆蓋著刺，鼻孔有兩個開口，身體背部深綠色並具6條橫跨的黑色橫帶，腹側白色，鰭暗綠色或深褐色，背鰭軟條11-12枚，臀鰭軟條11枚，體長可達28.9公分，棲息在泥底質底層水域，通常單獨或成小群活動，以軟體動物為食，生活習性不明，可作為觀賞魚。